# Sonates pour piano opus 50 de Clementi
Pour les articles homonymes, voir Sonate pour piano (homonymie).
Les Sonates pour piano opus 50 est un recueil de trois sonates pour clavier de Muzio Clementi. Composées en 1805, elles sont publiées à Londres en 1821 avec une dédicace pour Luigi Cherubini.

## Structure des sonates

### Sonate en la majeurno1
1. Allegro
2. Adagio sostenuto e poetico
3. Allegro

### Sonate en ré mineurno2
1. Allegro non troppo ma con energia (en ré mineur à )
2. Adagio con espresione (en si bémol majeur, à 
)

### Sonate en sol mineurno3«Didone abbandonata»
1. Largo patetico - Allegro
2. Adagio dolente
3. Allegro agitatio e con disperazione